# Pat McGuigan
Patrick (Pat) McGuigan (Clones, 10 februari 1935 – 27 juni 1987) was een Iers zanger.

## Biografie
McGuigan was als muzikant actief onder zijn artiestennaam Pat McGeegan. In 1963 scoorde hij zijn eerste hit in Ierland met The wedding. Hij werd ook internationaal bekend toen hij namens Ierland deelnam aan het Eurovisiesongfestival 1968 in Londen. Met het nummer Chance of a lifetime eindigde hij op de vierde plek. Nadien bleef hij zingen, maar verdween naar de achtergrond. McGuigan stierf in 1987 na een kort ziekbed. Hij liet één zoon na, Barry McGuigan, die zich in 1985 tot wereldkampioen boksen bij de vedergewichten kroonde.
1965: Butch Moore · 
1966: Dickie Rock · 
1967: Sean Dunphy · 
1968: Pat McGeegan · 
1969: Muriel Day · 
1970: Dana · 
1971: Angela Farrell · 
1972: Sandie Jones · 
1973: Maxi · 
1974: Tina Reynolds · 
1975: The Swarbriggs · 
1976: Red Hurley · 
1977: The Swarbriggs Plus Two · 
1978: Colm Wilkinson · 
1979: Cathal Dunne · 
1980: Johnny Logan · 
1981: Sheeba · 
1982: The Duskeys · 
1984: Linda Martin · 
1985: Maria Christian · 
1986: Luv Bug · 
1987: Johnny Logan · 
1988: Jump the Gun · 
1989: Kiev Connolly & The Missing Passengers · 
1990: Liam Reilly · 
1991: Kim Jackson · 
1992: Linda Martin · 
1993: Niamh Kavanagh · 
1994: Paul Harrington & Charlie McGettigan · 
1995: Eddie Friel · 
1996: Eimear Quinn · 
1997: Marc Roberts · 
1998: Dawn Martin · 
1999: The Mullans · 
2000: Eamonn Toal · 
2001: Gary O'Shaughnessy · 
2003: Mickey Harte · 
2004: Chris Doran · 
2005: Donna & Joe · 
2006: Brian Kennedy · 
2007: Dervish · 
2008: Dustin the Turkey · 
2009: Sinéad Mulvey & Black Daisy · 
2010: Niamh Kavanagh · 
2011: Jedward · 
2012: Jedward · 
2013: Ryan Dolan · 
2014: Can-linn feat. Kasey Smith · 
2015: Molly Sterling · 
2016: Nicky Byrne · 
2017: Brendan Murray · 
2018: Ryan O'Shaughnessy · 
2019: Sarah McTernan · 
2021: Lesley Roy · 
2022: Brooke · 
2023: Wild Youth · 
2024: Bambie Thug · 
2025: Emmy
- International Standard Name Identifier: 0000 0004 6568 4220
- MusicBrainz: 0ba3b315-c8dd-4b73-87a6-ad73bda47774
- Virtual International Authority File: 315639471